# Powell Clayton
Powell Foulk Clayton (7 de Agosto de 1833 - 25 de Agosto de 1914) foi um político e diplomata americano que exerceu como um Republicano Radical no Governo do Arkansas durante a Reconstrução de 1868 até 1871, Senador dos Estados Unidos por Arkansas de 1871 até 1877 e Embaixador dos Estados Unidos no México de 1899 até 1905. Era um oficial no Exército da União durante a Guerra Civil Americana, lutou em batalhas no Missouri e Arkansas e foi promovido à General de Brigada. Clayton aposentou-se em Eureka Springs, Arkansas e promoveu o desenvolvimento da cidade turística por meio de sua atividade na Eureka Springs Improvement Company e na Eureka Springs Railroad.
Powell era irmão de John Middleton Clayton, congressista eleito pelos EUA, Thomas J. Clayton, desembargador do Trigésimo Segundo Distrito Judiciário da Pensilvânia e do W.H.H. Clayton, Procurador-Geral dos EUA.

## Primeiros anos e formação

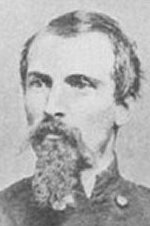
Clayton quando jovem

Clayton nasceu em Bethel Township, Pensilvânia, filho de John e Ann (Glover) Clayton. A família Clayton era descendente dos primeiros colonos quaker da Pensilvânia. O ancestral de Clayton, William Clayton, emigrou de Chichester, Inglaterra, era um amigo pessoal de William Penn, um dos nove juízes que estavam na Corte de Upland em 1681 e membro do Conselho de Penn.
Clayton frequentou a Forwood School, em Wilmington, Delaware, e a Partridge Military Academy, em Bristol, Pensilvânia. Mais tarde, estudou engenharia civil em Wilmington, Delaware.
Em 1855, Clayton mudou-se para Leavenworth, Kansas, para trabalhar como inspetor. Especulou em terrenos no Kansas e entrou para a política em 1860, quando concorreu com êxito para o cargo de engenheiro civil em Leavenworth.

## Guerra Civil Americana
Em Maio de 1861, Clayton foi formalmente convocado para os Voluntários dos Estados Unidos como capitão do grupo E na 1ª Infantaria do Kansas. Durante a guerra, serviu principalmente no Arkansas e Missouri e lutou em várias batalhas nesses estados. Em Agosto de 1861, Clayton recebeu um elogio por sua liderança quando sua unidade combateu na Batalha de Wilson's Creek, no Missouri. Foi promovido a tenente-coronel da 5ª Cavalaria do Kansas em Dezembro de 1861 e a coronel em Março de 1862.
Na Batalha de Helena, no Arkansas, no dia 4 de Julho de 1863, Clayton comandou a brigada de cavalaria no flanco direito das forças da União e recebeu um elogio por suas ações. Em Agosto e Setembro de 1863, o regimento de Clayton acompanhou as tropas do General Frederick Steele na campanha contra Little Rock.
Em Outubro de 1863, Clayton comandou tropas federais que ocupavam Pine Bluff, Arkansas, usando a Boone-Murphy House como sede. Durante a Batalha de Pine Bluff, repeliu com sucesso um ataque Confederado em três frentes das forças do General John S. Marmaduke. Durante a batalha, suas tropas empilharam fardos de algodão ao redor do Tribunal do Condado de Jefferson e ao redor das ruas para fazer uma barricada para os defensores da União.
Clayton foi idolatrado por seus homens e respeitado por seus inimigos. John Edwards, um oficial confederado no comando de Joseph O. Shelby escreveu: "O Coronel Clayton era um oficial de atividade e de iniciativa, lúcido, rápido de conceber e ousado e rápido em executar. Seu sucesso no campo fez-o...a ser considerado o mais competente comandante Federal da cavalaria a oeste do Mississippi".
Enquanto ainda era coronel em Pine Bluffs, Clayton investiu em algodão e adquiriu capital suficiente para comprar uma plantação em Pine Bluff, onde estabeleceu-se após a guerra.
Clayton foi nomeado general de brigada de voluntários no dia 1º de Agosto de 1864. Quando foi dispensado do serviço em Agosto de 1865, comandou a divisão de cavalaria do Sétimo Corpo do Exército.

## Carreira

### Governador do Arkansas
Em 1867, Clayton participou da criação do partido Republicano do Arkansas. Atribuiu sua participação na política do Arkansas a confrontos com ex-Rebeldes em sua fazenda que convenceram-o de que os Unionistas exigiam proteção adicional.
Em 1866, os Democratas assumiram o controle da câmara estadual e nomearam dois Senadores dos EUA. No entanto, o Congresso controlado pelos Republicanos recusou-se a deixá-los entrar. Em Março de 1867, o Congresso aprovou os Atos de Reconstrução de 1867 declarando ilegais os governos do Arkansas e nove outros ex-estados Confederados e exigindo que esses estados adotassem novas constituições que garantissem direitos civis aos libertos. A Reconstrução do Congresso estabeleceu o domínio militar no sul e o General Edward Ord foi nomeado governador militar do Quarto Distrito Militar, que incluía Mississippi e Arkansas. Dissolveu a câmara e pediu uma convenção constitucional.
A maioria dos delegados da convenção constitucional de 1868 eram Republicanos, já que poucos Democratas podiam prestar o "juramento rígido" de que não haviam servido na Confederação ou de prestado ajuda ou consolo ao inimigo. Clayton não foi um delegado à convenção constitucional, mas participou da convenção de indicação do estado republicano, que reunia-se ao mesmo tempo. Essa convenção selecionou Clayton como candidato Republicano ao governo e James M. Johnson como candidato a vice-governador.
A ratificação da constituição de 1868, fornecendo direitos civis e o voto aos libertos, produziu um furor entre os Democratas, que aderiram às crenças da supremacia branca. Naquela primavera, o Ku Klux Klan surgiu no Arkansas e foi responsável por mais de 200 assassinatos de ex-escravos e Republicanos que antecederam as eleições de 1868.
No dia 1º de Abril de 1868, o conselho estadual de comissários eleitorais anunciou a ratificação da constituição e a eleição de Clayton como Governador do Arkansas. O Congresso aceitou a constituição do Arkansas de 1868 como legal. O Presidente Democrata Andrew Johnson vetou, mas o Congresso dominado pelos Republicanos conseguiu anular seu veto. O estado foi readmitido para representação no Congresso quando Clayton foi inaugurado como Governador no dia 2 de Julho de 1868. A nova câmara aceitou por unanimidade a Décima Quarta Emenda e o Congresso declarou o Arkansas reconstruído.
Como governador, Clayton enfrentou uma forte oposição dos líderes políticos conservadores do estado e violência contra negros e membros do partido Republicano liderado pelo Ku Klux Klan. Durante esse período, o Congressista Republicano do Arkansas, James Hinds, foi atacado e morto a caminho de um evento político e Clayton sobreviveu a um atentado contra sua vida. Clayton respondeu agressivamente ao surgimento do Klan no Arkansas, declarando a lei marcial em catorze condados por quatro meses no final de 1868 e início de 1869. Clayton organizou a milícia do estado e colocou o General Daniel Phillips Upham no comando para ajudar a suprimir a violência em todo o estado.
Clayton e os Republicanos na câmara conseguiram muito durante seus mandatos de três anos como governador. Títulos do Estado foram emitidos para financiar a construção de várias ferrovias em todo o estado. O Arkansas concluiu seu primeiro sistema de ensino público gratuito. A administração de Clayton também criou a Universidade Industrial de Arkansas, a Escola de Surdos de Arkansas e a realocação da Escola de Cegos de Arkansas.
Durante o governo de Reconstrução de Clayton, o partido Republicano do Arkansas divergiu-se diante da séria oposição dos conservadores. Clayton e seus apoiadores eram conhecidos localmente como "Minstrels", dominavam o partido Republicano e conseguiam obter reconhecimento da organização Nacional Republicana e controlar o apoio federal no estado. Essa posição atraiu a Clayton poucos amigos no nível do partido Republicano do estado e enfrentou várias dificuldades à sua liderança.
Em 1868, Joseph Brooks, que havia sido parceiro de Clayton na criação do Partido Republicano do Arkansas, rompeu com Clayton e criou um grupo conhecido como "Brindletails". A oposição de Brooks a Clayton desenvolveu-se em parte devido à posição cada vez mais moderada de Clayton em relação aos ex-Confederados, mas também devido ao afastamento de Clayton de Brooks como líder do partido Republicano do Arkansas.
Em 1869, o Vice-Governador James M. Johnson acusou Clayton de corrupção na emissão de títulos ferroviários e mau uso do poder em seu programa para suprimir a violência. Os partidários de Johnson, a maioria Republicanos brancos do noroeste do Arkansas, autodenominavam-se Republicanos Liberais. Os Brindletails conseguiram impugnar Clayton em 1871, mas resistiu a impugnação e a câmara nunca soube do caso contra o governador.

### Senador dos EUA
Em Janeiro de 1871, a câmara do Arkansas elegeu Clayton para o Senado dos Estados Unidos, que iniciou outra controvérsia no governo de Clayton. Clayton não queria aceitar o cargo no Senado e ter seu oponente político e vice-governador James M. Johnson sucedê-lo como governador. Em vez disso, Clayton recusou o cargo no Senado e negociou a nomeação de Johnson como Secretário de Estado do Arkansas e substituiu Johnson por Ozra Hadley. Em Março de 1871, a câmara elegeu novamente Clayton ao Senado dos EUA, que aceitou desta vez.
Em Janeiro de 1872, o Comitê Seletivo Conjunto do Senado dos EUA investigou a condição dos Últimos Estados Insurrecionais e ouviu testemunhos questionando-os sobre o comportamento e a integridade de Clayton como governador. Um procurador-geral dos Estados Unidos testemunhou que, em Abril de 1871, depois que Clayton tornou-se Senador dos EUA, um tribunal indiciou-o sob a acusação de que, como governador Clayton emitiu credenciais eleitorais fraudulentas para a eleição da Câmara dos Representantes dos EUA em John Edwards.
Em resposta a essas alegações, Clayton sustentou que em oito distritos havia dois conjuntos separados de mesas de voto. Um conjunto foi supervisionado por juízes autorizados e o outro sob o controle não autorizado de grupos políticos da oposição. A Suprema Corte do Arkansas decidiu que a eleição legal havia sido realizada nos locais de votação autorizados e que os resultado dos outros eram fraudulentos. Como governador, Clayton descartou os resultados dos locais de votação fraudulentos e certificou o candidato que ganhou com os votos reais. O candidato da oposição, Thomas Boles, contestou a eleição e substituiu John Edwards na Câmara dos Representantes dos EUA em Fevereiro de 1872.
O comitê considerou a questão fora da sua jurisdição e entregou a questão ao Senado. A pedido de Clayton, o Senado nomeou um comitê especial de três membros para investigar as acusações. Em Junho de 1872, após interrogar trinta e oito testemunhas e gerar cinco mil páginas de transcrição, o comitê publicou um relatório parcial indicando que o testemunho parecia não sustentar as acusações contra Clayton. O comitê observou que as acusações vieram dos rivais políticos de Clayton e que as acusações contra Clayton foram retiradas devido à falta de evidências. No entanto, os membros do comitê declararam que precisavam de mais tempo e emitiriam um relatório final na próxima sessão do Senado.
Em Fevereiro de 1873, o comitê emitiu seu relatório final declarando que o testemunho fracassou em sustentar as acusações contra Clayton e que não haviam evidências de que tivesse alguma intenção fraudulenta em certificar a eleição de Edwards, conforme indicado pela suprema corte do estado. O Senado votou 33 a 6 para aceitar as conclusões do comitê. Nove senadores, a maioria Democratas, abstiveram-se de votar com base no fato de terem tido tempo insuficiente para revisar todo o testemunho.
Enquanto estava no Senado, Clayton apelou ao seu irmão, William H. H. Clayton, o Procurador-Geral dos EUA no Arkansas, e ao Presidente Ulysses S. Grant para que o juiz Isaac Parker fosse transferido de Utah para Fort Smith, Arkansas, uma área de fronteira com alto índice de violência e crime. Parker, o lendário "Juiz da Forca", juntamente com o Procurador-Geral dos EUA Clayton, é creditado por trazer a lei e a ordem para a região.
Em 1877, Clayton perdeu o cargo no Senado desde que a câmara, agora dominada pelos Democratas, elegeu um deles para o Senado. Clayton retornou à Little Rock, Arkansas, onde exerceu advocacia e apoiou o desenvolvimento econômico.

### Eureka Springs
Em 1882, Clayton construiu uma casa na cidade turística em desenvolvimento de Eureka Springs, no Condado de Carroll, no noroeste do Arkansas. Ele e sua esposa moravam no que agora é o Crescent Cottage Inn.
Como presidente da Eureka Springs Improvement Company (ESIC), Clayton trabalhou para desenvolver estruturas comerciais e residenciais, muitas das quais ainda existem. A ESIC patrocinou o desenvolvimento da Ferrovia de Eureka Springs, que foi essencial para tornar o resort acessível aos turistas. A ESIC também construiu o Crescent Hotel, agora um dos marcos mais notáveis de Eureka Springs. Um poema na lareira da recepção do Crescent Hotel é atribuído a Clayton.
Em 1883, Clayton tornou-se presidente da Eureka Springs Railway, que prestava serviços à comunidade do resort até 1889, quando foi incorporada ao que tornou-se a Missouri and North Arkansas Railroad. A ferrovia, agora extinta, fornecia serviços de passageiros e carga de Joplin, Missouri, para Helena, no Condado de Phillips, no leste do Arkansas.

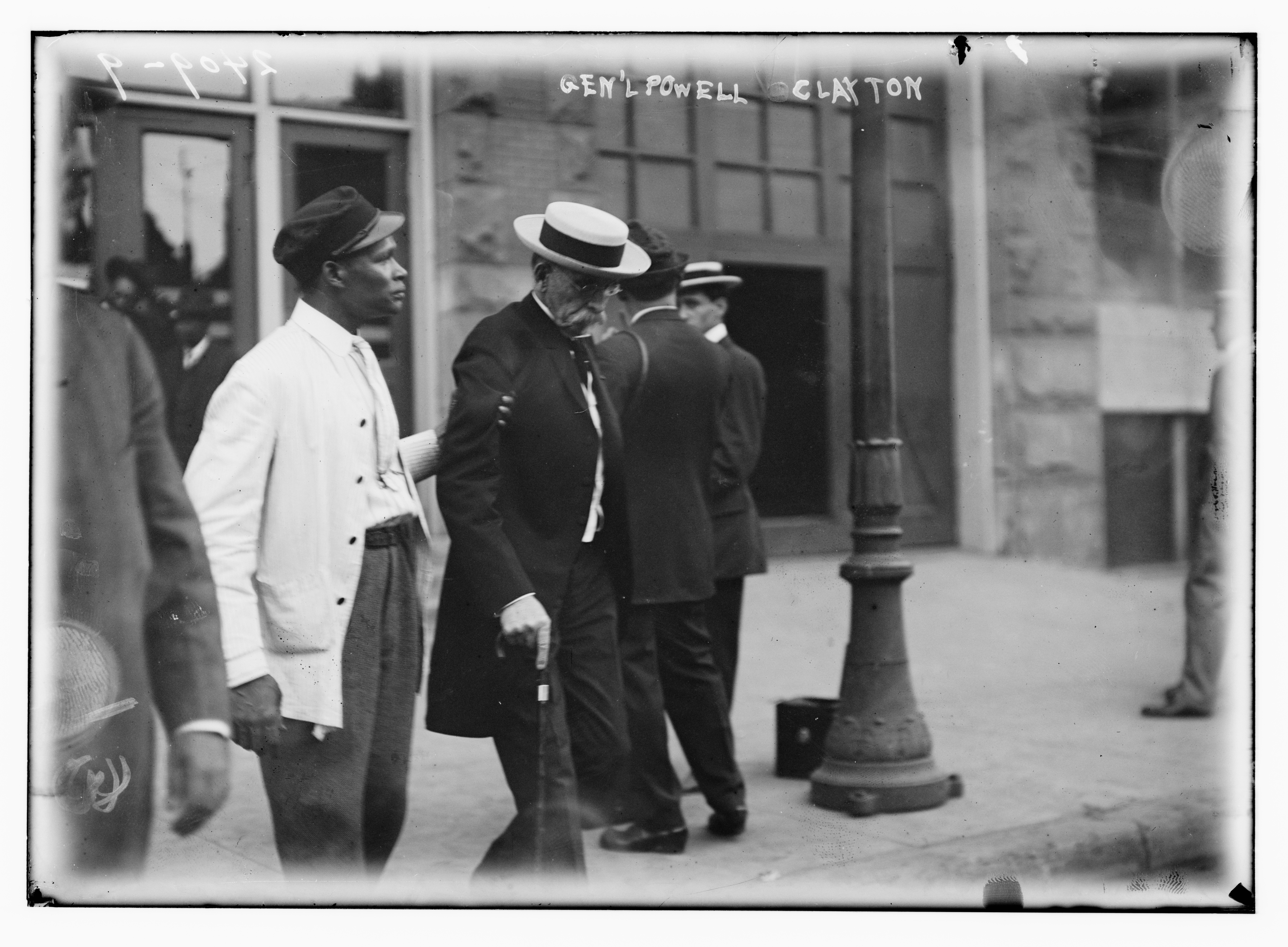
Powell Clayton aos 79 anos na Convenção Presidencial Republicana de 1912 em Chicago

### Embaixador do México
Clayton permaneceu ativo no Partido Republicano. Em 1897, exerceu como membro do Comitê Nacional Republicano. Foi nomeado como o primeiro embaixador no México pelo presidente William McKinley quando esse cargo foi elevado a um cargo da embaixada e exerceu até 1905.
Em 1912, Clayton mudou-se para Washington, D.C. e morreu lá em 1914. Está sepultado no Cemitério Nacional de Arlington, em Arlington, Virgínia.

## Vida pessoal
No dia 14 de Dezembro de 1865, Clayton casou-se com Adaline McGraw, de Helena, Arkansas. Juntos, tiveram três filhas e dois filhos, embora um filho tenha morrido na infância. Seu filho, Powell Clayton, Jr., tornou-se Major na 16ª Cavalaria dos Estados Unidos e também está sepultado no Cemitério Nacional de Arlington. Duas das filhas de Clayton casaram-se com diplomatas da Bélgica e da Inglaterra.
No dia 9 de Setembro de 1868, Clayton perdeu a mão esquerda enquanto caçava do lado de fora de Little Rock quando seu rifle disparou.
Clayton tinha dois irmãos gêmeos, William Henry Harrison Clayton e John Middleton Clayton. Esses três homens fizeram suas carreiras no Arkansas. William foi nomeado Procurador-Geral dos Estados Unidos do Distrito Oeste do Arkansas e exerceu como procurador-geral no tribunal do "juiz da forca" Isaac Parker por 14 anos.
John foi eleito Congressista do Arkansas, Senador do Estado do Arkansas e eleito Congressista dos EUA. John foi assassinado em 1889 em Plumerville, Arkansas. Contestou os resultados das eleições de uma eleição no Congresso com o Democrata Clifton R. Breckinridge e foi baleado pela janela da pensão onde estava hospedado.
O irmão de Clayton, Thomas Jefferson Clayton, tornou-se um proeminente advogado da Filadélfia e juiz do Tribunal de Apelos Comuns da Pensilvânia para o Condado de Delaware, exercendo por 25 anos.
Embora Clayton tenha residido em Washington, D.C., depois de renunciar ao cargo de Embaixador do México, ainda conseguiu gerenciar vários negócios e empresas no Arkansas. Continuou fazendo isso, além de preservar seu status no Partido Republicano, até sua morte no dia 25 de Agosto de 1914.

## Leia mais
- Eicher, John H., and Eicher, David J., Civil War High Commands, Stanford University Press, 2001, ISBN 0-8047-3641-3.